# Office national interprofessionnel des vins
 (décembre 2012).
Si vous disposez d'ouvrages ou d'articles de référence ou si vous connaissez des sites web de qualité traitant du thème abordé ici, merci de compléter l'article en donnant les références utiles à sa vérifiabilité et en les liant à la section « Notes et références ».
L’Office national interprofessionnel des vins (Onivins) était un établissement public industriel et commercial français chargé de gérer le secteur viti-vinicole. Sa compétence s'étendait également au secteur du cidre. Cet organisme a été créé en 1983 en application de la loi du 6 octobre 1982 instituant des offices d'intervention dans le secteur agricole. En décembre 2005, il a fusionné avec l'Oniflhor pour former l’Office national interprofessionnel des fruits, des légumes, des vins et de l'horticulture, ou Viniflhor et en 2009 avec FranceAgriMer 
L'Onivins était chargé notamment de maîtriser le potentiel de production, entre autres par la gestion des droits de plantation, d'assurer la régulation du marché en favorisant tous les débouchés de la filière vinicole (promotion des exportations, distillation, etc.), d'intervenir dans le domaine technique et de la qualité. 

## Histoire
L’Onivins s’est substitué au Fonds d'orientation et de régularisation des marchés agricoles (FORMA) pour l’ensemble des attributions ayant trait au domaine viti-vinicole, mis à part celles touchant aux vins d’appellation d’origine et aux eaux-de-vie (mission exercée par l'Institut national des appellations d'origine, vins et eaux-de-vie, INAO). L'Onivins est un établissement public à caractère industriel et commercial placé sous la double tutelle des ministres chargés de l’Agriculture (tutelle technique) et du Budget (tutelle financière). Il étend ses compétences aux vignobles, aux vins et aux produits de la vigne, aux vinaigres (attribution jamais exercée), aux vergers cidricoles ainsi qu’aux produits frais et transformés qui en sont issus. L’Office est également compétent, à partir du 1er janvier 2000, pour l’ensemble des questions relatives aux alcools viticoles dans le cadre des interventions nationales et communautaires.  Il est spécialement chargé d’orienter et de régulariser la vigne et le vin en conformité avec la réglementation européenne
,,
L'Onivins et l'Oniflhor (Office national interprofessionnel des fruits, des légumes et de l'horticulture) se regrouperont le 30 décembre 2005 pour former Viniflhor (Office national interprofessionnel des fruits, des légumes, des vins et de l'horticulture). 

## Fonction
L’Office national interprofessionnel des vins intervient sur le marché des vins, gère les aides nationales et communautaires destinées à la filière viti-vinicole et participe à l’élaboration des réglementations relevant de son secteur.   
L’Onivins exerce la tutelle de toute la filière bois et plants de vigne et, à ce titre, contrôle et certifie les matériels de multiplication de la vigne. L’Office assure le suivi analytique des vins, l’agrément des vins de pays et le financement d’actions de recherche. Il assure aussi un rôle d’appui technique et de contrôle de la qualité pour les produits du vignoble. 

## Gestion
La gestion administrative et financière de l'Office national interprofessionnel des vins fut assurée par quatre directeurs successivement : 
- Pierre Cervoni de 1982 à 1989
- Guy Geoffroy de 1989 à 1993
- Georges Bourgeais de 1993 à 1998
- Jean-Luc Dairien de 1998 à 2005